# The Photobook Museum
The Photobook Museum är ett privat tyskt museum för fotoböcker i Köln-Mülheim i Tyskland. Museets inriktning är att visa och främja fotoböcker såsom ett självständigt konstnärligt medium.
The Photobook Museum öppnade, som världens första museum för fotoböcker, den 19 augusti 2014, årsdagen för Daguerres första fotografiska bild, och är inrymt i en tidigare kopparkabelfabrik i industriområdet Carlswerk. Initiativtagare var förläggaren Markus Schaden och museet drivs av Köln-baserade Schaden Stiftung.
Museets lokaler är tills vidare temporära, och planen är att det efter en turné från 2015 med premiärutställningarna ska öppnas som ett permanent museum, sannolikt i Köln. Museets kafé är döpt till Café Lehmitz efter det Café Lehmitz i Hamburg, där Anders Petersen tog kända fotografier i slutet av 1960-talet, vilka publicerades 1978 i boken Café Lehmitz, med text av Roger Anderson. Bokens Café Lehmitz revs 1987.